# Onēsama
Onēsama (お姉さま?) è un termine giapponese che solitamente indica la sorella maggiore di chi parla. Viene utilizzato tanto nella vita reale, quanto nel contesto degli anime e dei manga, dove ha assunto la valenza di stereotipo di genere. Viene spesso utilizzato per riferirsi ad una qualsiasi ragazza di età maggiore, o ad una ragazza meritevole di un particolare rispetto. Le formule onēsan ed onēchan sono ugualmente comuni, ma rispettivamente meno enfatiche e molto più familiari.
A causa del suo uso formale, il termine è spesso utilizzato soprattutto nei generi hentai e yuri. In tal caso, assume delle connotazioni del tutto proprie: nel primo caso ha lo stesso valore dell'inglese mistress e si riferisce a chi è dominante nella coppia. Nel secondo caso, invece, indica una ragazza di età maggiore rispetto alla protagonista e che solitamente è oggetto di ammirazione da parte di molti.

## Onēsamanel genereyuri
L'archetipo della onēsama, nel genere yuri, è solitamente rappresentato da una ragazza di liceo, particolarmente graziosa e bella, che gli altri personaggi vedono come un idolo irraggiungibile. È per questo motivo che di solito la onēsama sembra distante, distaccata, introversa o fredda, poco avvezza ai rapporti interpersonali.
Esteriormente, rappresenta quasi sempre la bellezza tradizionale giapponese, con lunghi capelli neri, occhi scuri, movimenti che esaltano l'eleganza ed un fisico alto e slanciato. La sua estrazione sociale è quasi sempre alta, se non addirittura aristocratica.
Nell'universo yuri, solitamente, la onēsama è accompagnata da un personaggio a lei complementare - la kōhai - rappresentata solitamente da una ragazzina dolce, innocente, timida che prova nei confronti della onēsama un sentimento di ammirazione e che di solito è animata dal mero desiderio di riuscire a diventarne amica. Dal canto suo, la onēsama è portata a proteggere la sua kōhai, vedendo in lei l'unica persona in grado di abbattere le mura che il suo stesso status sociale le ha costruito intorno.
Il rapporto che si crea fra le due, quindi, è sempre non paritario. 
- Chikane Himemiya, in Kannazuki no miko è vista da molti come la onēsama di Himeko. Incarna inoltre lo stereotipo tutto yuri di onēsama intesa come figura da rispettare.
- Karin Maaka, in Karin, sorella naturale di Anju. Nei suoi confronti, Anju usa il titolo più confidenziale di onēchan. In questo caso, non ha alcuna valenza implicita.
- Madoka Ayukawa, in Kimagure Orange Road può essere vista come la onēsama spirituale di Hikaru Hiyama. Nei suoi confronti si comporta spesso come una vera e propria guida.
- Sachiko Ogasawara, in Maria-sama ga miteru rispecchia in tutto e per tutto l'archetipo yuri della onēsama.
- Shizuru Fujino, in Mai-HiME è spesso ritenuta la onēsama dell'Accademia Fuuka Gakuen. Qui, è vista come una giovane degna di rispetto da uno stuolo di ammiratori e ammiratrici.
- Mint Aizawa (Mina), in Tokyo Mew Mew - Amiche vincenti, nella versione originale, si rivolge a Zakuro Fujiwara (Pam), per cui nutre una profonda ammirazione, con il termine onēsama.